# Dietmar Peters
Temple de la renommée allemand :
Dietmar Peters (né le 8 août 1949 à Grapzow) est un joueur professionnel et entraîneur allemand de hockey sur glace.

## Carrière
En tant que joueur
Dietmar Peters commence à jouer au hockey avec le SG Dynamo Rostock. Jusqu'à 13 ans, il fait à la fois du football et du hockey. Peters choisit finalement le hockey ; à 15 ans, il est dans l'équipe du Rostocker EC, la nouvelle équipe de la ville. Mais l'équipe est dissoute lors de la restructuration du championnat est-allemand entre Berlin et Weißwasser. Il vient au SC Dynamo Berlin, comme son frère Roland Peters et Friedhelm Bögelsack. Il est défenseur jusqu'en 1986.
En 1999, l'ESC Halle 04, alors en ligue régionale, contacte Dietmar Peters pour être de nouveau joueur à 49 ans. Il accepte et joue ainsi avec aussi Wolfgang Plotka, Harald Kuhnke, Rainer Patschinski et Thomas Graul. Il permet à l'équipe d'obtenir l'accession au championnat supérieur à deux reprises.
Dietmar Peters a 315 sélections en équipe d'Allemagne de l'Est. Il participe à des championnats du monde et aux Jeux olympiques de 1968.
En tant qu'entraîneur
En 1986, il devient l'entraîneur de l'équipe espoir du SC Dynamo Berlin. De septembre à octobre 1993, il forme un duo avec Klaus Schröder pour mener les Eisbären Berlin. Il revient ensuite à l'équipe espoir. En 2002, l'équipe espoir est championne d'Allemagne.